# Caenorhabditis briggsae
Espèce
Synonymes
- Rhabditis briggsae Dougherty & Nigon, 1949

Caenorhabditis briggsae  est une espèce de nématodes vivant dans des environnements riches en bactéries. Il s'agit d'une espèce dont le génome a été séquencé en 2003.
On lui connait une sous-espèce / souche, Caenorhabditis briggsae AF16.
C. briggsae appartient au même groupe 'Elegans' que C. elegans, ainsi qu'au super-groupe 'Elegans' des différentes espèces du genre Caenorhabditis. L'espèce sœur de C. briggsae est Caenorhabditis nigoni.
Des croisements interspécifiques Caenorhabditis briggsae x Caenorhabditis nigoni ont été réalisés pour étudier les phénomènes de réarrangements génomiques.